# Министерство финансов Казахстана
Министерство финансов Республики Казахстан (каз. Қазақстан Республикасының Қаржы министрлігі) — государственное ведомство, является центральным исполнительным органом Республики Казахстан в составе Правительства Республики Казахстан, осуществляющим руководство и межотраслевую координацию в финансовой сфере Республики Казахстан.
Учредительным документом Министерства является Положение о Министерстве финансов Республики Казахстан утверждённое Постановлением Правительства Республики Казахстан от 24 апреля 2008 года № 387.

## История Министерства Финансов
Одним из основополагающих документов организации явилось принятие постановления Совета Народных Комиссаров РСФСР "О порядке составления, рассмотрения, утверждения и исполнения финансовых смет доходов и расходов Казахской АССР в 1921 году. Именно в нем были изложены принципы, которыми должен руководствоваться еще не полностью окрепший финансовый орган республики. В этот же год утверждается положение о Наркомфине КССР по которому конкретизируется структура, деятельность, кадровые и иные вопросы Наркомфина.

## Задачи
1) выработка предложений по бюджетному планированию, исполнению бюджета, ведению бухгалтерского учёта, бюджетного учёта и бюджетной отчётности, статистики государственных финансов;
2) обеспечение полноты и своевременности поступления налогов и платежей в бюджет;
3) обеспечение полноты и своевременности исчисления, удержания и перечисления социальных платежей в соответствии с законодательством Республики Казахстан;
4) обеспечение в пределах полномочий экономической безопасности государства, законных прав и интересов субъектов предпринимательской деятельности, общества и государства;
5) обеспечение соблюдения налогового законодательства Республики Казахстан;
6) государственное регулирование производства и оборота этилового спирта и алкогольной продукции, табачных изделий, а также оборота нефтепродуктов и биотоплива;
7) государственное регулирование в сфере таможенного дела, государственного и гарантированного государством заимствования, бюджетного кредитования, управления республиканским имуществом, управления правительственным и гарантированным государством долгом и долгом перед государством, государственных закупок, осуществления внутреннего государственного аудита и финансового контроля, государственного регулирования в области реабилитации и банкротства (за исключением банков, страховых (перестраховочных) организаций и накопительных пенсионных фондов);
8) регулирование деятельности в сфере бухгалтерского учёта и финансовой отчетности организаций и государственных учреждений, в областях аудиторской деятельности и осуществление контроля за деятельностью аудиторских и профессиональных организаций, оценочной деятельности и осуществление контроля в области оценочной деятельности;
9) обеспечение формирования и реализации государственной политики в области бухгалтерского учета и финансовой отчетности организаций и государственных учреждений, аудиторской деятельности, оценочной деятельности;
10) осуществление государственного мониторинга собственности в отраслях экономики, имеющих стратегическое значение, в соответствии с Законом Республики Казахстан от 4 ноября 2003 года «О государственном мониторинге собственности в отраслях экономики, имеющих стратегическое значение»;
11) координация реализации механизма прослеживаемости в соответствии с Соглашением о механизме прослеживаемости товаров, ввезённых на таможенную территорию Евразийского экономического союза, ратифицированным Законом Республики Казахстан "О ратификации Соглашения о механизме прослеживаемости товаров, ввезённых на таможенную территорию Евразийского экономического союза.

## Структура

### Комитеты
1. Комитет внутреннего государственного аудита
2. Комитет казначейства
3. Комитет государственного имущества и приватизации
4. Комитет государственных доходов[3]

### Департаменты
1. Департамент по связям с общественностью
2. Департамент законодательства государственных закупок и закупок квазигосударственного сектора
3. Департамент планирования и бухгалтерского учёта
4. Департамент внутреннего аудита
5. Департамент апелляции по внутреннему государственному аудиту
6. Департамент документооборота
7. Департамент методологии бухгалтерского учета, аудита и оценки
8. Департамент управления персоналом и стратегии
9. Департамент бюджетного кредитования, Национального фонда Республики Казахстан и взаимодействия по вопросам финансового сектора
10. Департамент внутренних закупок и активов
11. Департамент юридической службы
12. Департамент государственного заимствования
13. Департамент цифровизации и государственных услуг
14. Департамент международных финансовых отношений
15. Департамент апелляций
16. Департамент налогового и таможенного законодательства
17. Департамент бюджетного законодательства
18. Департамент бюджета агропромышленного комплекса, природных ресурсов, строительства и жилищно-коммунального хозяйства
19. Департамент бюджета промышленности, транспорта и коммуникаций
20. Департамент бюджета социальной сферы
21. Департамент бюджета правоохранительных, специальных органов и обороны
22. Департамент бюджета государственных органов
23. Департамент бюджетного планирования
24. Департамент отчетности и статистики государственных финансов

### Управления
1. Управление по контролю информационной безопасности МФ РК

### Подведомственные организации
1. Акционерное общество «Фонд проблемных кредитов»
2. Акционерное общество «Центр электронных финансов»
3. Акционерное общество «Информационно-учетный центр»

## Руководство

### Наркомы
1. Калашников, Нестор Григорьевич октябрь 1920 г. — февраль 1922 г.
2. Генералов, Сергей Сергеевич март 1922 г. — июнь 1922 г.
3. Кокушкин, Александр Федорович июнь 1922 г. — июнь 1923 г.
4. Маймин, Исидор Борисович июнь 1923 г. — май 1926 г.
5. Мурзагалиев, Мухамедхафий май 1926 г. — январь 1930 г.
6. Орумбаев, Мукаш Орумбаевич январь 1930 г. — октябрь 1933 г.
7. Бессонов, Василий Иванович, врид октябрь 1933 г. — январь 1935 г.
8. Молдажанов, Ильяс Исмаилович январь 1935 г. — август 1937 г.
9. Даулбаев, Ахмет Джакишевич август 1937 г. — март 1940 г.
10. Шугайло, Иван Авксентьевич, врид март 1940 г. — июнь 1940 г.
11. Сарынов, Арбаб Нурумович июнь 1940 г. — декабрь 1941 г.
12. Шугайло, Иван Авксентьевич декабрь 1941 г. — март 1946 г.

### Министры Казахской ССР
1. Шугайло, Иван Авксентьевич ~1947 1951~
2. Атамбаев, Утешкали Дусенгалиевич 1955—1961 гг.
3. Ким, Илья Лукич 1961—1974 (каз.)
4. Байсеитов, Рымбек Смакович 1974—1985
5. Бацула, Александр Ефимович 1984—1990
6. Тулеубек Абдикадиров — апрель 1990 — декабрь 1991

### Министры финансов Республики Казахстан
| №  | ФИО                                | Дата назначения  | Дата ухода       |
| -- | ---------------------------------- | ---------------- | ---------------- |
| 1  | Тулеубек Абдикадирович Абдикадиров | апрель 1990      | ноябрь 1992      |
| 2  | Еркешбай Жайлаубаевич Дербисов     | ноябрь 1992      | октябрь 1994     |
| 3  | Александр Сергеевич Павлов         | октябрь 1994     | февраль 1998     |
| 4  | Сауат Мухаметбаевич Мынбаев        | февраль 1998     | январь 1999      |
| 5  | Ораз Алиевич Жандосов              | январь 1999      | октябрь 1999     |
| 6  | Мажит Тулеубекович Есенбаев        | октябрь 1999     | 29 января 2002   |
| 7  | Александр Сергеевич Павлов         | август 2002      | июнь 2003        |
| 8  | Ерболат Аскарбекович Досаев        | июнь 2003        | 5 апреля 2004    |
| 9  | Арман Галиаскарович Дунаев         | 5 апреля 2004    | 19 января 2006   |
| 10 | Наталья Артемовна Коржова          | 18 января 2006   | 14 ноября 2007   |
| 11 | Болат Бидахметович Жамишев         | 13 ноября 2007   | 6 ноября 2013    |
| 12 | Бахыт Турлыханович Султанов        | 6 ноября 2013    | 11 сентября 2018 |
| 13 | Алихан Асханович Смаилов           | 18 сентября 2018 | 18 мая 2020      |
| 14 | Ерулан Кенжебекович Жамаубаев      | 18 мая 2020      | 6 февраля 2024   |
| 15 | Мади Токешович Такиев              | 6 февраля 2024   |                  |

## Здание
Здание министерства финансов Казахстана (ныне его занимают комитеты министерства финансов) построено по проекту архитектора Владимира Лаптева. По задумке архитектора здание должно было символизировать развевающийся флаг. Однако в народе здание прозвали «Доллар» за искривленную форму здания. Так же есть второе здание, которое находится по адресу: Мәнгілік Ел 8, Дом Министерств.

## 100-летие Министерства финансов Республики Казахстан
Исторически так сложилось, что 30-летие Независимости Республики Казахстан совпадает со 100-летием с момента формирования Министерства финансов как единой системы. Одним из основополагающих документов организации явилось принятие постановления Совета Народных Комиссаров РСФСР "О порядке составления, рассмотрения, утверждения и исполнения финансовых смет доходов и расходов Казахской АССР в 1921 году. Именно в нём были изложены принципы, которыми должен руководствоваться ещё не полностью окрепший финансовый орган республики. В этот же год утверждается положение о Наркомфине КССР по которому конкретизируется структура, деятельность, кадровые и иные вопросы Наркомфина.
Аллея финансистов, приуроченная к 30-летию Независимости РК и 100-летию Министерства финансов открылась в столице. У здания Минфина высадили 100 саженцев, которые теперь пополнят зелёный фонд столицы.
Официальная церемония открытия Аллеи финансистов, приуроченная к 30-летнему юбилею Независимости Республики Казахстан и 100-летию деятельности Министерства финансов РК состоялась в Нур-Султане. В мероприятии приняли участие первый заместитель премьер-министра А. Смаилов, ряд руководителей государственных органов, ветераны финансовой службы. Алихан Смаилов поздравил ветеранов финансовой службы, отметив их весомый вклад в процветание и становление финансово-бюджетной системы Казахстана. В ходе мероприятия министр финансов РК Ерулан Жамаубаев отметил, что открытие Аллеи стало началом череды событий, посвящённых юбилею Минфина.